# 중합학
메솔로지(고대 그리스어 μµµµnoros, 메소스 "중간" 및 -οοα -logia "연구의 분과")는 과학 생태학의 이전 용어임 – 생물과 생물, 사회, 환경 환경 사이의 상호 관계에 대한 연구이다. ("행복을 달성하는 방법에 대한 연구 "인 메솔로지와 혼동하지 말것. )

## 역사
중합학이란 용어는 1839년 영국 색채 이론가이자 철학자인 조지 필드(Jeorge Field, 1777–1854)가 유추철학의 개요(Overlines of Analogical Philosics)라는 책에서 소개한 용어이다 이 용어는 나중에 Louis-Adolphe Bertillon의 책에서 1860년에 논의되었다. Field의 해석과 비슷하게, Bertillon의 목표는 환경과 그 안에 살고 있는 유기체 사이의 관계를 설명하는 생물학의 한 분야를 창조하는 것이었다. Bertillon은 "Science des miliux" (환경과학)와 같은 의미의 프랑스어 표현으로부터 개념을 파생했다. 나중에 그는 사회학으로 개념을 확장했다.
오늘날 mesology라는 단어는 주로 프랑스어 또는 포르투갈어로 사용된다. 영어에서 가장 자주 사용되는 형태는 생태학 ( Ernst Haeckel이 1866년에 도입)으로 주로 선호 되는 용어이다.

## 같이 보기
- 문화학
- 생태 인류학